# Havruta

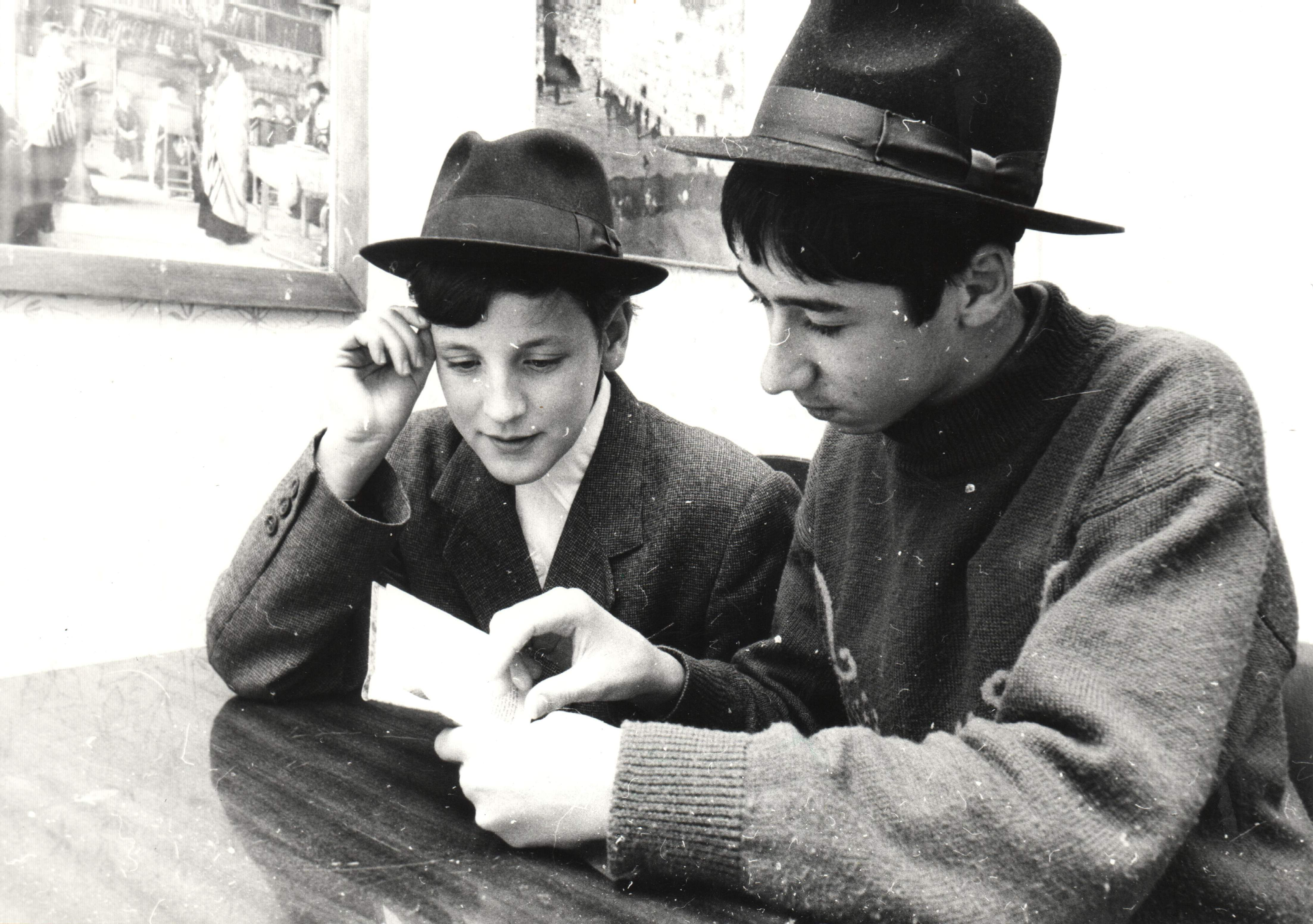
Deux compagnons étudient avec la méthode havruta dans une yechiva.

La méthode d'étude Havruta, également écrit chavruta ou chavrusa (en araméen: חַבְרוּתָא « amitié » ou « fraternité »), est une méthode rabbinique traditionnelle pour l'étude du Talmud babylonien. Elle consiste pour deux élèves à analyser, commenter et discuter ensemble un texte partagé. C'est une méthode d'apprentissage pratiquée entre camarades de classe, par des élèves ayant des connaissances et des compétences similaires, mais des garçons et des hommes la pratiquent aussi en dehors de l'école, au travail, à la maison et en vacances. Il est traditionnel d'apprendre le Talmud babylonien avec un compagnon,.
Contrairement à une relation de maître à élève, dans laquelle l'élève répète et mémorise, l'apprentissage par la méthode havruta permet aux élèves d'analyser le texte, d'organiser leurs pensées, de développer des arguments logiques, et en même temps d'expliquer leur raisonnement, d'écouter les réponses de leurs partenaires et de questionner leurs propres idées, ce qui conduit souvent des idées complètement nouvelles sur la signification du texte. L'apprentissage par la méthode havruta est traditionnellement pratiqué par les hommes et les garçons, mais il est aussi devenu populaire dans les écoles féminines d'étude des textes talmudiques,.